# Жур'ян
Жур'ян (фр. Juriens) — громада  в Швейцарії в кантоні Во, округ Юра-Нор-Водуа.

## Географія
Громада розташована на відстані близько 85 км на захід від Берна, 23 км на північний захід від Лозанни.
Жур'ян має площу 9,4 км², з яких на 3% дозволяється будівництво (житлове та будівництво доріг), 46,7% використовуються в сільськогосподарських цілях, 50,2% зайнято лісами, 0,1% не є продуктивними (річки, льодовики або гори).

## Демографія
2019 року в громаді мешкало 328 осіб (+22,4% порівняно з 2010 роком), іноземців було 7,9%. Густота населення становила 35 осіб/км².
За віковим діапазоном населення розподілялося таким чином: 17,4% — особи молодші 20 років, 62,5% — особи у віці 20—64 років, 20,1% — особи у віці 65 років та старші. Було 151 помешкань (у середньому 2,2 особи в помешканні).
Із загальної кількості 61 працюючого 23 було зайнятих в первинному секторі, 12 — в обробній промисловості, 26 — в галузі послуг.